# Irène Zeilinger
 (mars 2025).
Irène Zeilinger est une formatrice en autodéfense féministe d’origine autrichienne. Elle est la fondatrice de l’association Garance, créée à Bruxelles en 2000, dont l'objectif est de prévenir les violences faites aux femmes.

## Biographie
Irène Zeilinger est une formatrice en autodéfense féministe et militante engagée contre les violences faites aux femmes,. Fille unique, née en Autriche dans une famille ouvrière syndicaliste, elle se revendique féministe depuis l’adolescence. Elle découvre à quinze ans le féminisme en lisant Le livre tout Rose pour les filles.
Irène Zeilinger s’engage aussi dans des combats de justice sociale, notamment lors de ses études, durant lesquelles elle a rejoint des associations de solidarité avec des pays en voie de développement et des associations environnementalistes. Cela la conduit à nourrir sa réflexion et son approche sur l’autodéfense.

### Pratique de l'autodéfense
En 1991, à l'âge de 18 ans, Irène Zeilinger quitte sa ville natale de Linz pour s’installer à Vienne,. Elle y prend rapidement conscience des dangers auxquels les femmes sont confrontées. Elle décide alors de suivre un premier stage d’autodéfense féministe, puis un second l’année suivante. Passionnée par cette pratique, elle intègre un groupe d’entraînement hebdomadaire, d’abord pour elle-même, par plaisir et par besoin de sécurité,,. Face à une pénurie de formatrices, on lui propose d’enseigner à son tour, bien qu’elle n’ait reçu aucune formation spécifique,. Elle apprend sur le terrain, en observant des formatrices expérimentées et en approfondissant ses connaissances grâce à la lecture,. Ses débuts sont difficiles : elle se heurte aux résistances des participantes, qui doutent de leur capacité à se défendre et ont intégré l’idée qu’elles ne peuvent pas assurer leur propre sécurité. Avec le temps, elle affine son approche et surmonte ces obstacles.
Elle obtiendra un master en sociologie à l’Université de Vienne, ainsi qu'un master en études de violences domestiques (Woman and Child Abuse Studies) de la London Metropolitan University.

### Fondation d'une association
Irène Zeilinger décide, en 2000, de fonder l’association Garance aux côtés d’Eann Raymon et de sa compagne,.
L’association est également impliquée dans la formation de nouvelles animatrices dans un souci de rendre cette pratique plus accessible.
Le choix du nom de l’association n’est pas anodin : le mot «Garance», un prénom féminin, renvoie à la couleur rouge, symbole d’alerte et de stop dans la méthode d’autodéfense élaborée par Irène Zeilinger.
En parallèle de son implication pour l’autodéfense féministe, Irène Zeilinger travaille comme analyste de la responsabilité sociale et environnementale des multinationales, spécialisée dans l’égalité des chances et les droits humains. Cependant, en 2005, face à la demande croissante pour les activités de Garance, elle démissionne pour s’y consacrer pleinement, le travail bénévole ne suffisant plus à répondre aux besoins. Elle décide alors de structurer la formation des futures animatrices et lance, en 2006-2007, le premier programme officiel de formation de formatrices en autodéfense féministe. Deux ans plus tard, en 2008, elle publie «Non, c’est non ! Petit manuel d’autodéfense à l’usage de toutes les femmes qui en ont marre de se faire emmerder sans rien dire ». Cet ouvrage voit le jour grâce à une participante qui évoque son travail auprès des éditions Zones, permettant ainsi la publication du manuel.

## L’autodéfense féministe
L’autodéfense féministe, selon Irène Zeilinger, est une pratique qui repose sur une analyse genrée des violences faites aux femmes. Elle propose des techniques accessibles, des stratégies de prévention, de la défense verbale et une préparation mentale permettant d’éviter la violence ou de faire face aux agressions. La pédagogie adoptée est participative, sans hiérarchie, où la solidarité et la sécurité des participantes sont assurées, à commencer par celles ayant subi des violences. L'autodéfense féministe agit à la fois sur la prévention primaire (éviter la violence) et la prévention secondaire (identifier la violence et encourager la recherche d'aide), renforçant ainsi la confiance et l'autonomie des femmes.

## L’association Garance
À son arrivée à Bruxelles, Zeilinger constate l'absence de structures dédiées et les préjugés sur l’autodéfense féministe, perçue comme militante et caricaturée,. Contrairement à l’Autriche, cette pratique y est peu développée. Pour y remédier, elle fonde en 2000 l’association Garance, « une association féministe de prévention primaire aux violences passives sur le genre »,qui œuvre à sa diffusion en Belgique francophone.
D’abord bénévole et peu soutenue, Garance gagne en légitimité grâce à des partenariats avec des maisons d’accueil. Aujourd’hui, elle forme chaque année plus de 700 femmes et lutte contre les stéréotypes liés à l’autodéfense. Toutefois, l’association se heurte à un manque de reconnaissance du métier de formatrice, limitant les financements et la diversité des enseignantes.
Garance s’engage à élargir l’accès à l’autodéfense pour les publics marginalisés, notamment les femmes en situation de handicap, et à développer des collaborations internationales. Plus de 4000 femmes et filles ont suivi ses formations de base, et des milliers d’autres ont participé à des ateliers. Cependant, la diffusion de l’autodéfense reste freinée par le manque de moyens et l'absence de soutien institutionnel.